# Truellum dissitiflorum
Truellum dissitiflorum är en slideväxtart som först beskrevs av Hemsley, och fick sitt nu gällande namn av N.N. Tsvelev. Truellum dissitiflorum ingår i släktet Truellum och familjen slideväxter. Inga underarter finns listade i Catalogue of Life.